# Кирххајм ам Рис
Кирххајм ам Рис (њем. Kirchheim am Ries) општина је у њемачкој савезној држави Баден-Виртемберг. Једно је од 42 општинска средишта округа Осталб. Према процјени из 2010. у општини је живјело 1.960 становника. Посједује регионалну шифру (AGS) 8136037, NUTS и LOCODE код.

## Географски и демографски подаци
Кирххајм ам Рис се налази у савезној држави Баден-Виртемберг у округу Осталб. Општина се налази на надморској висини од 485 метара. Површина општине износи 21,0 km². У самом мјесту је, према процјени из 2010. године, живјело 1.960 становника. Просјечна густина становништва износи 93 становника/km².